# カール・ヴィルヘルム・フェルディナント・ゾルガー
カール・ヴィルヘルム・フェルディナント・ゾルガー (Karl Wilhelm Ferdinand Solger、1780年11月28日 シュウェート – 1819年10月20日 ベルリン) は、ドイツの哲学者。ロマン主義とアイロニーの理論家として知られている。

## 生涯
広範な研究と様々な経歴を経て、1811年にベルリン大学の哲学教授となる。

## 業績
- ソフォクレスの翻訳 (1808年、1824年2版)
- Erwin, Vier Gespräche über das Schöne und die Kunst (全2巻、1815年)  美学についての著作。 アウグスト・ヴィルヘルム・シュレーゲルの問題を扱い、ヘーゲルとハインリヒ・ハイネの双方の影響を受けている。
- Philosophische Gespräche (1817年)
- ティークとラウマーによって編集された死後の著作や手紙 (全2巻、1826年)
- ハイゼによって編集された美学講義(1829年)